# SXDF-NB1006-2
SXDF-NB1006-2 – galaktyka położona w gwiazdozbiorze Wieloryba. Jedna z najodleglejszych znanych galaktyk. Oznaczenie SXDF-NB1006-2 pochodzi od obszaru nieba, w którym znaleziono galaktykę (Subaru/XMM-Newton Deep Field).

## Historia odkrycia
Galaktyka została odkryta w 2011 roku na podstawie obserwacji wykonanych przez teleskopy Subaru i Kecka. Jej przesunięcie ku czerwieni (redshift) określono na podstawie obserwacji linii widmowej α serii Lymana, a jego wielkość wskazuje, że galaktyka ma około 12,91 miliardów lat.
Po odkryciu została na stronie internetowej Teleskopu Subaru ogłoszona najodleglejszą (i tym samym najstarszą) znaną galaktyką, co stoi w sprzeczności z danymi obserwacyjnymi dotyczącymi odkrytej wcześniej galaktyki UDFy-38135539, której przesunięcie ku czerwieni (a co za tym idzie odległość od Ziemi) zmierzone metodami spektroskopowymi wynosi 8,55, jest więc większe niż w przypadku SXDF-NB1006-2. Znane są także inne galaktyki, które mogą być położone jeszcze dalej od Ziemi niż SXDF-NB1006-2, ale ich odległość nie została potwierdzona spektroskopowo (np. UDFj-39546284).